# Mysterious Traveller
| Recensione       | Giudizio        |
| ---------------- | --------------- |
| AllMusic         | [ 3 ]           |
| Robert Christgau | B               |
| Sputnikmusic     | 4.0 (Excellent) |
| Debaser          | [ 6 ]           |

Mysterious Traveller è il quinto album in studio del gruppo musicale statunitense Weather Report, pubblicato nel maggio del 1974.

## Tracce

### LP
Lato A
1. Nubian Sundance – 10:40 (Josef Zawinul)
2. American Tango – 3:42 (Josef Zawinul, Miroslav Vitous)
3. Cucumber Slumber – 8:22 (Josef Zawinul, Alphonso Johnson)

Lato B
1. Mysterious Traveller – 7:18 (Wayne Shorter)
2. Blackthorn Rose – 5:02 (Wayne Shorter)
3. Scarlet Woman – 5:47 (Alphonso Johnson, Wayne Shorter, Josef Zawinul)
4. Jungle Book – 7:20 (Josef Zawinul)

## Musicisti
Nubian Sundance
- Josef Zawinul - voce, pianoforte, sintetizzatore, percussioni
- Wayne Shorter - sassofono soprano, sassofono tenore
- Alphonso Johnson - basso elettrico
- Ishmael Wilburn - batteria
- Skip Hadden - batteria
- Dom Um Romão - percussioni
- Meruga Booker (Muruga Booker) - percussioni
- Edna Wright - cori
- Marti McCall - cori
- Jessica Smith - cori
- James Gilstrap - cori
- Billie Barnum - cori

American Tango
- Josef Zawinul - pianoforte elettrico fender rhodes, sintetizzatore
- Wayne Shorter - sassofono soprano, sassofono tenore
- Miroslav Vitous - contrabbasso
- Alphonso Johnson - basso elettrico
- Ishmael Wilburn - batteria
- Dom Um Romão - percussioni
- James Auger Adderley - voce

Cucumber Slumber
- Josef Zawinul - pianoforte elettrico fender rhodes, emi, sintetizzatore
- Wayne Shorter - sassofono soprano, sassofono tenore
- Alphonso Johnson - basso elettrico
- Ishmael Wilburn - batteria
- Dom Um Romão - percussioni
- Ray Barretto - percussioni

Mysterious Traveller
- Josef Zawinul - pianoforte elettrico fender rhodes
- Wayne Shorter - sassofono soprano, sassofono tenore, pianoforte tac, sea shell (conch)
- Alphonso Johnson - basso elettrico
- Ishmael Wilburn - batteria
- Skip Hadden - batteria
- Dom Um Romão - percussioni

Blackthorn Rose
- Josef Zawinul - pianoforte acustico, melodica
- Wayne Shorter - sassofono soprano

Scarlet Woman
- Josef Zawinul - pianoforte elettrico fender rhodes, sintetizzatore
- Wayne Shorter - sassofono soprano
- Alphonso Johnson - basso elettrico
- Dom Um Romão - percussioni
- Steve Little - timpani

Jungle Book
- Josef Zawinul - voce, pianoforte, chitarra, clay drum, tamboura, pianoforte tac, kalimba, maracas, organo
- Isacoff - tabla, finger cymbals
- Don Ashworth - ocarina, woodwinds
- Dom Um Romão - triangolo, tambourine, cabassa[8]

Note aggiuntive
- Wayne Shorter e Josef Zawinul - produttori
- Registrazioni effettuate presso Devonshire Sound di North Hollywood, California (Stati Uniti)
- Ron Malo - ingegnere delle registrazioni
- Tim Geelan - ingegnere delle registrazioni (solo brano: Cucumber Slumber)
- Robert Devere Associates - personal management
- Teresa Alfieri - design copertina album originale
- Helmut K. Wimmer - copertina frontale album originale (dal The American Museum, Hayden Planetarium)
- Norman Seeff - foto retrocopertina album originale[7]

## Classifica
Album
| Anno | Classifica             | Posizione raggiunta |
| ---- | ---------------------- | ------------------- |
| 1974 | Billboard 200          | 46                  |
| 1974 | Top R&B/Hip-Hop Albums | 31                  |